# ホセ・エルナンデス
ホセ・エルナンデス（José Hernández、1834年11月10日 - 1886年10月21日）は、アルゼンチンの詩人、ジャーナリスト、軍人、政治家である。ガウチョの生活風景を歌った詩文にして、ガウチョ文学の最高峰、「アルゼンチンの聖書」とも呼ばれ、アルゼンチンの国民文学と称される『マルティン・フィエロ』（Martín Fierro）の著者として知られる。

## 生涯
スペイン、アイルランド、フランスの血を引くエルナンデスは、1834年11月10日、ブエノスアイレス州の大農場に生まれる。その日付により、何年も経って、伝統の日のお祝いが定められることになりました。 彼はドン・ラファエル・エルナンデスとドニャ・イザベル・プエイレドンの息子でした。アルゼンチン、ウルグアイの内戦への参加、新聞記者を経て、新聞「エル・リオ・デ・ラ・プラタ」紙を設立。ガウチョ社会保護と、ホセ・ヘルバシオ・アルティーガスの連邦同盟の流れを引く連邦派の観点から、地方自治を基盤とした連邦共和制を訴える。また、最新のヨーロッパ文化の導入を進める一方、伝統的なガウチョ文化に否定的だった時の大統領ドミンゴ・ファウスティーノ・サルミエントの政策を批判する記事を多数書き、さらには反乱軍を組織したため、弾圧されブラジルへ亡命する。
1872年に社会的弱者であるガウチョの視点、ガウチョが語る形式で『エル・ガウチョ・マルティン・フィエロ』を執筆。その後、ウルグアイで亡命し、サルミエントの影響力が弱まった後の1875年にアルゼンチンに帰国。1879年には『マルティン・フィエロの帰還』が出版された。帰国後は上院議員としても活躍する。1886年10月21日に心臓病で死去。51歳。

## 作品
- Vida del Chacho （1863年）
- Los treinta y tres orientales （1867年）
- El Gaucho Martín Fierro（スペイン語版） （1872年）
  - ホセ・エルナンデス/大林文彦、玉井礼一郎訳『マルティン・フィエロ パンパスの吟遊ガウチョ』たまいらぼ、1981年4月。
- La vuelta de Martín Fierro（スペイン語版） （1879年）
- Instrucción del Estanciero （1881年）[2]